# Puszcza Niepołomice
Puszcza Niepołomice (vollständig Miejski Klub Sportowy Puszcza Niepołomice) ist ein Fußballverein aus der polnischen Stadt Niepołomice in der Woiwodschaft Kleinpolen.

## Geschichte
Der 1923 gegründete Verein spielte im Laufe seiner Geschichte überwiegend in unteren Ligen. Von 2008 bis 2013 gelang dem Klub der Aufstieg von der fünften in die zweithöchste polnische Spielklasse, die 1. Liga. Kurz danach musste man jedoch wieder den Abstieg in die 2. Liga in Kauf nehmen. In der Saison 2016/17 gelang als Dritter erneut der Aufstieg in die 1. Liga.
Zur Saison 2023/24 stieg der Club in die Ekstraklasa auf. Da das Stadion Miejski Niepołomice nicht den Anforderungen der höchsten polnischen Liga entspricht, wird der Verein seine Heimspiele im Cracovia-Stadion im nahegelegenen Krakau austragen.